# راتشيل تشادويك
راتشيل تشادويك (بالإنجليزية: Rachael Chadwick)‏ هي لاعبة الاسكواش بريطانية، ولدت في 20 أغسطس 1990 في تشستر في المملكة المتحدة.

## وصلات خارجية
- راتشيل تشادويك على موقع الاتحاد الدولي لمحترفي الاسكواش (مؤرشف) (الإنجليزية)
- راتشيل تشادويك على موقع SquashInfo.com (الإنجليزية)